# Ferri-winchite
La ferri-winchite (simbolo IMA: Fwnc) è un raro minerale del supergruppo dell'anfibolo, all'interno del quale viene collocato nel "gruppo degli anfiboli con W(OH,F,Cl)-dominante" e da lì al sottogruppo degli anfiboli di sodio-calcio dove occupa un posto nel "gruppo contenente la radice winchite nel nome"; essendo un anfibolo, appartiene agli inosilicati e pertanto alla famiglia minerale dei "silicati", e possiede composizione chimica ☐(NaCa)(Mg4Fe3+)Si8O22(OH)2.
La ferri-winchite è definita con:
- catione magnesio (Mg2+) dominante in posizione C2+
- catione ferro ferrico (Fe3+) dominante in posizione C3+
- anione idrossile (OH-) dominante in posizione W.

## Etimologia e storia
La ferri-winchite è stata scoperta sui Monti Ilmen nel sud degli Urali e approvata dall'Associazione Mineralogica Internazionale (IMA) col nome di ferriwinchite in base alla nomenclatura degli anfiboli del 1997. La revisione della nomenclatura del 2012 ha ridefinito la specie e modificato il nome in ferri-winchite.
Il termine ferri si riferisce al ferro ferrico presente nel minerale, mentre winchite (nome-radice che è comune a tutto il gruppo) è per la sua relazione con la winchite, che a sua volta si chiama così in onore di Howard James Winch (1877 - 1964) chimico analitico, mineralogista, metallurgista e ingegnere minerario.

## Classificazione
La classica nona edizione della sistematica dei minerali di Strunz, aggiornata dall'Associazione Mineralogica Internazionale (IMA) fino al 2009, elenca la ferri-winchite con il nome ferriwinchite (senza il trattino in mezzo) e la colloca nella classe "9. Silicati (germanati)" e da lì nella sottoclasse "9.D Inosilicati"; questa viene suddivisa più finemente in base alla struttura cristallina del minerale, in modo tale che la ferri-winchite possa essere trovata nella sezione "9.DE Inosilicati con catene doppie di periodo 2, Si4O11; clinoanfiboli" dove forma il sistema nº 9.DE.20.
Tale classificazione viene mantenuta anche nell'edizione successiva, proseguita dal database "mindat.org".
Nella Sistematica dei lapis (Lapis-Systematik) di Stefan Weiß la ferri-winchite è nella classe dei "silicati" e da lì nella sottoclasse degli "inosilicati"; qui il minerale si trova nella sezione di quelli che hanno struttura "[Si4O11] a due bande 6-; anfiboli Na-Ca" dove forma il sistema nº VIII/F.09.
Anche la classificazione dei minerali secondo Dana, usata principalmente nel mondo anglosassone, elenca ferri-winchite nella famiglia dei "silicati", qui è nella classe degli "inosilicati: catene doppie non ramificate, W=2" e nella sottoclasse degli "inosilicati: catene doppie non ramificate, configurazione anfibolo W=2" dove forma il "gruppo 2, Anfiboli di calcio" con il sistema nº 66.01.03a.

## Abito cristallino
La ferri-winchite cristallizza nel sistema monoclino nel gruppo spaziale C2/m (gruppo nº 12) con le costanti di reticolo a = 9,811(6) Å, b = 18,014(6) Å, c = 5,295(4) Å e β = 104,10(6)°, oltre ad avere 2 unità di formula per cella unitaria.

## Origine e giacitura
La ferri-winchite si trova in vene che attraversano la fenite di pirosseno agpaitica, la sienite di pirosseno e nelle pegmatiti sienitiche di pirosseno-feldspato associata a calcite, quarzo e pirite.
Il minerale è piuttosto raro ed è stato trovato in una quindicina di siti sparsi per il mondo. Qui si ricorda solo la sua località tipo, il complesso alcalino di "Ilmenogorsky" sui monti Ilmen (oblast' di Čeljabinsk, Russia).

## Forma in cui si presenta in natura
La ferri-winchite è stata scoperta sotto forma di sottili cristalli aciculari lunghi fino a 7 cm o come bordi sottili cresciuti sulla winchite. Il minerale è trasparente con lucentezza vitrea; il colore è nero, mentre quello del suo striscio sulla mattonella di prova è grigio-verdastro.

## Minerali correlati
Minerali con formula simile alla ferri-winchite e con minime differenze nei cationi in coordinazione coinvolti nella composizione sono:
- la ferro-winchite (☐(CaNa)(Fe2+4Al)(Si8O22)(OH)2), come suggerisce il nome, ha il catione ferro ferroso (Fe2+) dominante in posizione C2+ al posto del magnesio e l'alluminio dominante in posizione C3+ anziché il ferro ferrico.[17]
- la ferro-ferri-winchite (☐(CaNa)[Fe2+4(Fe3+,Al)]Si8O22(OH)2) nella sua composizione contiene entrambi i cationi ferroso e ferrico, anche se quest'ultimo può essere sostituito dall'alluminio.[18]
- la fluoro-winchite (☐(NaCa)(Mg4Al)Si8O22F2) possiede il catione alluminio dominante in posizione C3+ al posto del ferro ferrico e l'anione fluoro dominante in posizione W piuttosto dell'idrossile.[19]

Tutti i minerali non sono ancora stati riconosciuti dall'Associazione Mineralogica Internazionale, ma sono classificati come anfiboli e nel gruppo contenente la radice winchite nel nome.